# Edgars Točs
Edgars Točs (Madona (Letônia), 29 de novembro de 1988) é um jogador de voleibol de praia da Letônia.

## Carreira
Em 2010 disputou com Toms Benjavs a edição do Campeonato Europe Sub-23 sediado em Cós e terminaram na décima terceira posição.Depois atuou ao lado de Toms Šmēdiņš em 2012 e sua parceria mais longa foi com Rihards Finsters de 2013 a 2017, e a partir de 2018 passou a competir ao lado de Mārtiņš Pļaviņš, e venceram o torneio quatro estrelas de Haia pelo Circuito Mundial, e foram vice-campeões do tres estrelas na Ilha de Kish.

## Títulos e resultados
- Torneio 4* de Haia do Circuito Mundial de Vôlei de Praia:2018
- Torneio 3* de Kish do Circuito Mundial de Vôlei de Praia:2018